# Candy & Cigarettes
Candy & Cigarettes (キャンディ & シガレッツ, Kyandi & Shigarettsu) est une série de mangas japonais écrite et illustrée par Tomonori Inoue. Elle a été publiée dans le magazine manga seinen de Kodansha, Young Magazine, du 6 janvier 2017 jusqu'au 19 juillet 2021.

## Synopsis
Raizô, policier avec  une carrière exemplaire derrière lui, arrive en retraite et aspire à pouvoir se reposer. Mais le destin fait que son petit-fils a une maladie incurable et qu'il faut payer son traitement qui est coûteux. Pour cela, il doit enchainer les petits boulots. Pour pouvoir gagner beaucoup plus d'argent, il répond à une offre d'emploi d'une mystérieuse organisation du nom de « Agence SS » qui va l’emmener à travailler avec Miharu, une petite fille de 11 ans, tueuse à gages. 

## Personnages
Miharu Suzukaze (涼風 美晴, Suzukaze Miharu)
Miharu est l’héroïne de l'histoire. Bien qu'elle soit une fille de 11 ans faisant ses cours en primaire, elle se révèle être une terrible tueuse à gages de l'« Agence SS ». Elle sera en duo avec Raizô.
Raizô Hiraga (平賀 雷蔵, Hiraga Raizō)
Raizō est un ancien policier, spécialisé en garde du corps pour le gouvernement, ayant pris sa retraite. Pour pouvoir payer le traitement de son petit-fils atteint d'une maladie incurable, il va postuler pour travailler avec l'« Agence SS ». Il fera équipe avec Miharu.
Kinume (絹目, Kinu-me)
Kinume est l'employeuse de Raizō et est à la tête de l'« Agence SS ».

## Publication
Candy & Cigarettes, écrit et illustré par Tomonori Inoue (ja), a été publié pour la première fois dans le magazine manga seinen de Kodansha, Young Magazine the 3rd (ja) du 6 janvier 2017, au 6 avril 2021, date à laquelle le magazine a cessé de paraître,. Le manga a été transféré au Monthly Young Magazine, où il est publié du 20 mai 2021 au 19 juillet 2021. Kodansha a rassemblé ses chapitres en onze volumes sous format tankōbon, publiés du 20 juin 2017 au 18 novembre 2021.
En France, ce sont les éditions Casterman qui éditent la série dans la collection Sakka avec un premier tome sorti le 27 mars 2019,,.

### Liste des volumes
| no | Japonais         | Japonais          | Français           | Français          |
| no | Date de sortie   | ISBN              | Date de sortie     | ISBN              |
| --- | ---------------- | ----------------- | ------------------ | ----------------- |
| 1 | 20 juin 2017     | 978-4-06-382982-2 | 27 mars 2019       | 978-2-20-317236-4 |
| Liste des chapitres : - Pulp.1 : Le viel homme et la mort - Pulp.2 : La petite marchande de balles - Pulp.3 : La naissance de la tragédie - Pulp.4 : La vengeance a l'odeur de la pluie |                  |                   |                    |                   |
| 2 | 20 novembre 2017 | 978-4-06-510344-9 | 21 août 2019       | 978-2-20-317237-1 |
| Liste des chapitres : - Pulp.5 : La main de dieu - Pulp.6 : Midnight glide - Pulp.7 : À bout de souffle - Pulp.8 : Les liens et le sang - Pulp.9 : Une pièce quelque part               |                  |                   |                    |                   |
| 3 | 20 avril 2018    | 978-4-06-511286-1 | 23 octobre 2019    | 978-2-20-318384-1 |
| Liste des chapitres : - Pulp.10 : L'enfant terrible - Pulp.11 : Dead or alive - Pulp.12 : Duel au soleil - Pulp.13 : À double tranchant - Pulp.14 : L'écume des jours                   |                  |                   |                    |                   |
| 4 | 20 novembre 2018 | 978-4-06-513553-2 | 29 janvier 2020    | 978-2-20-320282-5 |
| Liste des chapitres : - Pulp.15 : La bataille de l'île solitaire - Pulp.16 : Le nénuphar - Pulp.17 : Récoltes clandestines - Pulp.18 : Partenaires - Pulp.19 : Las Vegas déglingo       |                  |                   |                    |                   |
| 5 | 19 juillet 2019  | 978-4-06-516364-1 | 1er juillet 2020   | 978-2-20-320283-2 |
| Liste des chapitres : - Pulp.20 : Candy gang factory - Pulp.21 : Desert - Pulp.22 : Limit of life - Pulp.23 : Fatal airport - Pulp.24 : Killing you softly                              |                  |                   |                    |                   |
| 6 | 20 avril 2020    | 978-4-06-519188-0 | 21 octobre 2020    | 978-2-20-320284-9 |
| Liste des chapitres : - Pulp.25 : Girls don't cry - Pulp.26 : Noirs tentacules - Pulp.27 : Nouvel ordre mondial - Pulp.28 : Game watcher - Pulp.29 : Un vent violent                    |                  |                   |                    |                   |
| 7 | 20 avril 2020    | 978-4-06-519220-7 | 17 mars 2021       | 978-2-20-322160-4 |
| Liste des chapitres : - Pulp.30 : Update - Pulp.31 : Zone de non-droit - Pulp.32 : Ancienne blessure - Pulp.33 : Vengeance à bord - Pulp.34 : La frontière dans le désert               |                  |                   |                    |                   |
| 8 | 18 décembre 2020 | 978-4-06-521713-9 | 1er septembre 2021 | 978-2-20-322162-8 |
| Liste des chapitres : - Pulp.35 : You've got a friend - Pulp.36 : Les étrangères - Pulp.37 : Silver food - Pulp.38 : La route du jugement - Pulp.39 : Fake war                          |                  |                   |                    |                   |
| 9 | 20 mai 2021      | 978-4-06-523285-9 | 13 avril 2022      | 978-2-20-323690-5 |
| Liste des chapitres : - Pulp.40 : L'homme dans le miroir - Pulp.41 : Sweet memory - Pulp.42 : Noblesse oblige - Pulp.43 : L'adieu aux armes - Pulp.44 : Hard worker                     |                  |                   |                    |                   |
| 10 | 20 octobre 2021  | 978-4-06-525102-7 | 26 octobre 2022    | 978-2-20-323719-3 |
| Liste des chapitres : - Pulp.45 : New York serenade - Pulp.46 : Back in the white house - Pulp.47 : Grave digger - Pulp.48 : Alchimie - Pulp.49 : Déclaration à Wall Street             |                  |                   |                    |                   |
| 11 | 18 novembre 2021 | 978-4-06-525881-1 | 19 avril 2023      | 978-2-20-324384-2 |
| Liste des chapitres : - Pulp.50 : Le monstre - Pulp.51 : Mort au sommet - Pulp.52 : The battle of new heaven - Pulp.53 : Dernière volonté - Pulp.54 : Stairway to heaven                |                  |                   |                    |                   |

## Réception
Le journal Le Figaro a sélectionné Candy & Cigarettes comme l'un de ses six mangas recommandés présentés au Salon du livre de Paris 2019.

### Œuvres
Édition japonaise
Édition standard
1. 1 2  (ja) « ＣＡＮＤＹ　＆　ＣＩＧＡＲＥＴＴＥＳ（１） », sur Kodansha (consulté le 3 août 2022)
2. 1 2  (ja) « ＣＡＮＤＹ　＆　ＣＩＧＡＲＥＴＴＥＳ（２） », sur Kodansha (consulté le 3 août 2022)
3. 1 2  (ja) « ＣＡＮＤＹ　＆　ＣＩＧＡＲＥＴＴＥＳ（３） », sur Kodansha (consulté le 3 août 2022)
4. 1 2  (ja) « ＡＮＤＹ　＆　ＣＩＧＡＲＥＴＴＥＳ（４） », sur Kodansha (consulté le 3 août 2022)
5. 1 2  (ja) « ＣＡＮＤＹ　＆　ＣＩＧＡＲＥＴＴＥＳ（５） », sur Kodansha (consulté le 3 août 2022)
6. 1 2  (ja) « ＣＡＮＤＹ　＆　ＣＩＧＡＲＥＴＴＥＳ（６） », sur Kodansha (consulté le 3 août 2022)
7. 1 2  (ja) « ＣＡＮＤＹ　＆　ＣＩＧＡＲＥＴＴＥＳ（７） », sur Kodansha (consulté le 3 août 2022)
8. 1 2  (ja) « ＣＡＮＤＹ　＆　ＣＩＧＡＲＥＴＴＥＳ（８） », sur Kodansha (consulté le 3 août 2022)
9. 1 2  (ja) « ＣＡＮＤＹ　＆　ＣＩＧＡＲＥＴＴＥＳ（９） », sur Kodansha (consulté le 3 août 2022)
10. 1 2  (ja) « ＣＡＮＤＹ　＆　ＣＩＧＡＲＥＴＴＥＳ（１０） », sur Kodansha (consulté le 3 août 2022)
11. 1 2  (ja) « ＣＡＮＤＹ　＆　ＣＩＧＡＲＥＴＴＥＳ（１１） », sur Kodansha (consulté le 3 août 2022)

Édition française
1. 1 2  « Candy & Cigarettes - Tome 1 », sur Casterman (consulté le 3 août 2022)
2. 1 2  « Candy & Cigarettes - Tome 2 », sur Casterman (consulté le 3 août 2022)
3. 1 2  « Candy & Cigarettes - Tome 3 », sur Casterman (consulté le 3 août 2022)
4. 1 2  « Candy & Cigarettes - Tome 4 », sur Casterman (consulté le 3 août 2022)
5. 1 2  « Candy & Cigarettes - Tome 5 », sur Casterman (consulté le 3 août 2022)
6. 1 2  « Candy & Cigarettes - Tome 6 », sur Casterman (consulté le 3 août 2022)
7. 1 2  « Candy & Cigarettes - Tome 7 », sur Casterman (consulté le 3 août 2022)
8. 1 2  « Candy & Cigarettes - Tome 8 », sur Casterman (consulté le 3 août 2022)
9. 1 2  « Candy & Cigarettes - Tome 9 », sur Casterman (consulté le 3 août 2022)
10. 1 2  « Candy & Cigarettes - Tome 10 », sur Casterman (consulté le 3 août 2022)
11. 1 2  « Candy & Cigarettes - Tome 11 », sur Casterman (consulté le 22 février 2023)